# Christian Grasmann
Christian Grasmann (født 16. marts 1981 i München) er en tysk forhenværende cykelrytter. Hans foretrukne disciplin var banecykling, hvor han har vundet medaljer ved EM.
På bane har han vundet flere tyske mesterskaber.
Han har vundet to seksdagesløb i 78 starter, og ved Københavns seksdagesløb er det blevet til én andenplads i 2015 med makker Jesper Mørkøv. Han kørte karrierens sidste seksdagesløb i februar 2019, da han for sjette gang stillede til start i det danske løb.